# Martin Mystery
Martin Mystery é uma série de animação influenciada por animês (pseudo-anime) baseado na série italiana de histórias em quadrinhos Martin Mystère. Foi produzido pela companhia francesa Marathon Production (que também produziu Três Espiãs Demais! e Team Galaxy), outras produções da empresa que imitam o estilo visual da animação Japonesa.
Martin Mystery é exibido no Canadá na YTV em inglês e VRAK.TV em francês, desde 2004. No mesmo ano, a Nickelodeon licenciou a série para a América, incluindo o Brasil, onde estreou no dia 3 de maio de 2004. Em 2006, a série foi exibida na TV aberta pela Rede Globo. Em Portugal, a série estreou em 24 de Outubro de 2011 no Panda Biggs.